# Rouerie (Maupassant)
Rouerie est une nouvelle de Guy de Maupassant, parue en 1882.

## Historique
Rouerie est initialement publiée dans la revue Gil Blas du 12 décembre 1882, sous le pseudonyme Maufrigneuse, puis dans le recueil posthume Le Père Milon en 1899. 

## Résumé
Un ancien ministre de l’empire raconte à un groupe de jeune gens comment il a été roulé par une humble petite bourgeoise. À cette époque il se promène chaque matin sur les Champs-Elysées, il ne tarde pas à remarquer « une adorable petite femme ». Ils lient connaissance, il se présente et elle prend l’habitude de venir le voir chaque matin à son ministère. C’est un homme heureux car « elle savait sans cesse varier et pimenter sa tendresse ».
Trois mois plus tard, elle lui avoue être enceinte et que son mari est en Italie depuis deux mois. Pour dégager sa responsabilité, notre homme lui fournit de l’argent pour qu’elle aille le rejoindre. Elle lui écrit régulièrement et, bientôt, lui annonce la naissance d’un garçon.
La femme revient à Paris, il continue à la voir, mais ne tient pas à voir l’enfant. Tout au plus, lui donne-t-il de l’argent pour le petit.
Un jour, il reçoit une lettre anonyme l’avertissant que la dame se moque de lui. Il demande à son frère d’enquêter. Ce dernier découvre rapidement qu’elle est mariée à un fonctionnaire, qu’ils n’ont jamais été en Italie et qu’elle n’a pas d’enfant.

## Éditions
- Rouerie, dans Maupassant, Contes et Nouvelles, texte établi et annoté par Louis Forestier, Bibliothèque de la Pléiade, éditions Gallimard, 1974  (ISBN 978 2 07 010805 3).